# Kreissparkasse St. Wendel
Die Kreissparkasse St. Wendel ist eine saarländische Sparkasse mit Sitz in St. Wendel. Sie ist eine Anstalt des öffentlichen Rechts und wurde im Jahre 1859 durch den damaligen Landrat Karl Hermann Rumschöttel gegründet. 

## Organisationsstruktur
Das Geschäftsgebiet der Kreissparkasse St. Wendel umfasst den Landkreis St. Wendel, welcher auch Träger der Sparkasse ist. Rechtsgrundlagen sind das Sparkassengesetz für das Saarland und die Satzung der Sparkasse. Organe der Sparkasse sind der Vorstand, der Verwaltungsrat und der Kreditausschuss.

## Geschäftszahlen
Die Kreissparkasse St. Wendel wies im Geschäftsjahr 2023 eine Bilanzsumme von 1,495 Mrd. Euro aus und verfügte über Kundeneinlagen von 1,176 Mrd. Euro. Gemäß der Sparkassenrangliste 2023 liegt sie nach Bilanzsumme auf Rang 284. Sie unterhält 16 Filialen/Selbstbedienungsstandorte und beschäftigt 250 Mitarbeiter.

## Sparkassen-Finanzgruppe
Die Kreissparkasse St. Wendel ist Teil der Sparkassen-Finanzgruppe und gehört damit auch ihrem Haftungsverbund an. Er sichert den Bestand der Institute und sorgt dafür, dass sie auch im Fall der Insolvenz einzelner Sparkassen alle Verbindlichkeiten erfüllen können. Die Sparkasse vermittelt Bausparverträge der regionalen Landesbausparkasse, offene Investmentfonds der Deka und Versicherungen der Saarland Versicherung. Im Bereich des Leasing arbeitet die Kreissparkasse St. Wendel mit der  Deutschen Leasing zusammen. Die Funktion der Sparkassenzentralbank nimmt die Landesbank Saar wahr.